# 顧仕隆
顧仕隆（1484年—1528年），河南行省揚州路江都縣（今江蘇省揚州市）人，明朝軍事將領。顧成之来孫、顧統之玄孫、顧興祖之堂侄曾孫、顧溥之子，繼承鎮遠侯爵位。

## 生平
顧仕隆掌管神機營左哨，深得士兵尊重。正德初年，出任漕運總兵，屢次上書請體恤士兵。鎮守淮安期間，以清白著稱。明武宗南巡時，江彬為人蠻橫，動輒欺辱大乘官吏，唯獨顧仕隆不屈服。嘉靖初年，移鎮湖廣。后召還，論功加封太子太傅，掌中軍都督府事。當時錦衣衛千戶王邦奇彈劾大學士楊廷和、兵部尚書彭澤，給事中楊言上疏請救，忤旨。后九司會審時，顧仕隆稱：“廷和功在社稷。邦奇小人，假邊事惑聖聽，傷國體。”后因被下詔指責，移病解除營務，之後去世。贈太傅，謚榮靖。
其子顧寰繼承侯爵爵位。另一子顾宇，后因儿子顾承光袭爵，也被追赠为镇远侯。